# Oblivion Lost
Oblivion Lost (з англ. Втрачене забуття) — скасована комп'ютерна відеогра у жанрі командного тактичного шутера від першої особи, що розроблялася українською компанією GSC Game World на власному ігровому рушію X-Ray.
Розробка ігрового рушія почалася 1999 року, створення ігрового вмісту — у другій половині 2000 року, анонс гри відбувся 13 листопада 2001, а вихід намічено на I—II квартал 2003 року. Розробка Oblivion Lost була припинена через повну зміну концепції гри в лютому 2002 року, проте сама заява про припинення відбулася лише 27 березня того ж року.

## Сюжет
Дія Oblivion Lost мала розгортатися в далекому майбутньому, в якому існують величезні міжгалактичні імперії, могутні корпорації, а технології досягли неймовірного розвитку. Сюжет гри оповідає про щойно відкритий новий спосіб — переміщення в просторі гіперпросторовими тунелями, що пов'язує між собою конкретні планети і дозволяє подорожувати в раніше невідомі світи. Група елітних солдатів, відомих як «Слідопити», удостоїлися «честі» стати першовідкривачами. Головне завдання гравця — дослідити нові планети та з'ясувати, чи придатні вони для подальшої колонізації.
Журналісти відзначали велику схожість сюжету гри з фільмом «Зоряна брама» 1994 року.

## Ігровий процес
Більшість ігрового процесу займають перестрілки. Під час вивчення ігрового світу, гравцю в ролі одного з головних героїв-чоловіків «Jeffry» та «Bob» або жінки «Barby», у військовій екіпіровці, потрібно боротися з роботизованими бойовими машинами, які називаються Автоматичними модулями підтримки (АТМ) моделі T-800M. Головний герой міг тримати під своїм керуванням до трьох союзних роботів АТМ, які допомагали йому у боротьбі з противниками. У грі планувався транспорт — був створений гелікоптер, планувалися футуристичні військові автомобілі та говерборди. Передбачалися командні дії з лінійним сюжетом з безліччю скриптових сцен, що мають схожість із грою Half-Life.

### Ігровий світ
Розробниками у грі планувалося 15 рівнів. У результаті творці гри встигли змоделювати близько п'ятнадцяти заготовок локацій, дві з яких були макетними нарисами міста майбутнього без текстур. Один із рівнів мав технічну назву «Metropolis» і складався з двох частин. У демонстраційних збірках гри за початок 2002, що втекла однією в Мережу в березні 2004, була досить обширна в масштабах і непогано опрацьована для свого часу локація з лісистою територією і храмовим комплексом у стилі архітектури мезоамериканських пірамід індіанських народів центральної Мексики та півострова Юкатан.
Для гравця був доступний досить різноманітний арсенал зброї, так у грі були дві штурмові гвинтівки FS 2000AP і Groza, пістолет HPSA, гладкоствольний дробовик Protecta, гранатомет RG-6 і ручний шестиствольний кулемет M134. На більш ранніх етапах розробки також був присутній рельсотрон та снайперська гвинтівка.

## Розробка
1999 року програмісти Олесь Шишковцов та Олександр Максимчук, прийшовши влаштовуватися на роботу в GSC Game World, продемонстрували голові компанії Сергію Григоровичу логічну аркаду AlienLogic, розроблену в компанії WhiteLynx. Проте Григорович сказав, що варто зробити шутер.
Через кілька місяців — навесні 2000 року, програмісти написали технічну демоверсію мережевого шутера, але оскільки арт-вмісту не було, матеріали вони взяли з Quake III Arena. Григоровичу сподобався проєкт, і він прийняв Шишковцова і Максимчука на роботу, після чого почалася розробка ігрового рушія, який пізніше отримав назву X-Ray. До кінця року було створено перший SDK.
У січні 2001 року до проєкту приєднався художник Сергій Кармальський і в березні почав працювати над першим ігровим рівнем l1_day, який був закінчений 4 квітня. 19 квітня було скомпільовано збірку 749, призначену для демонстрації графіки, до якої увійшов цей рівень. На ньому планувалося розмістити кількох ворогів-монстрів, але їх вирізали. У ресурсах цієї збірки, що пізніше потрапила в Мережу, є велика кількість матеріалів з інших ігор, так єдина зброя «Railgun» і звуки його пострілів були взяті з Quake III Arena, а спрайт і характер поведінки прицілу для нього — з гри Serious Sam: The First Encounter.

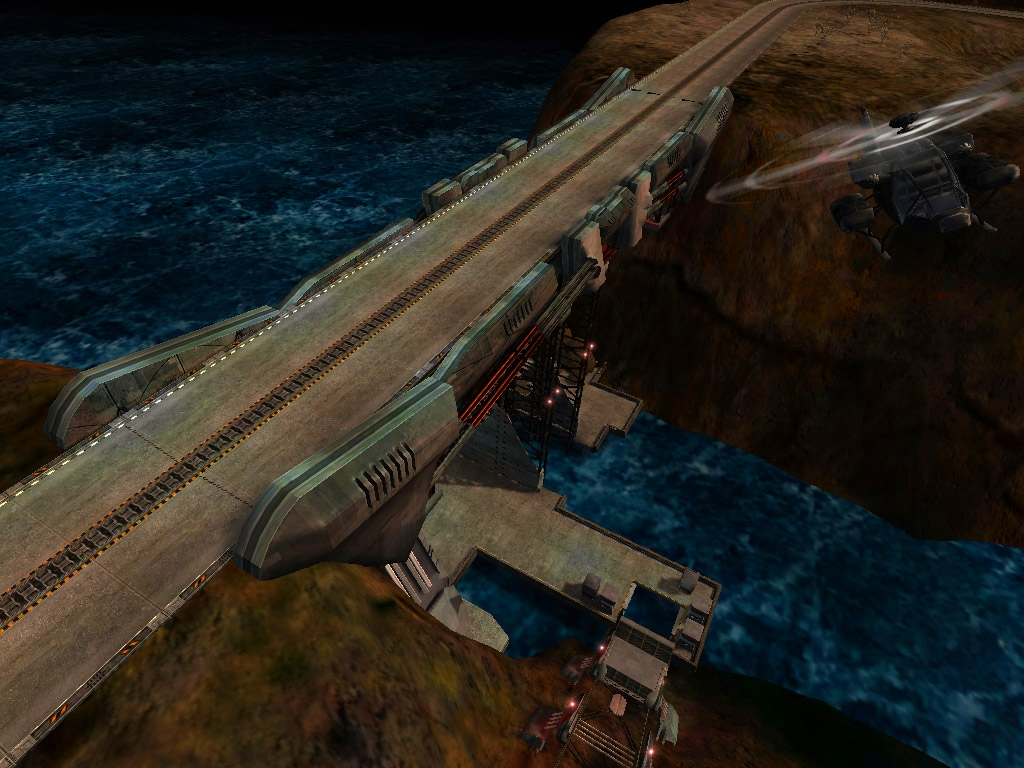
Рівень з Oblivion Lost, 2001 р.

Пізніше до команди приєднався концепт-художник та сценарист Олексій Мосейчук, який звільнився після роботи над аркадною гонкою Hover Ace. У червні, Кармальський розпочав роботу на рівні з технічною назвою heli, для тестування моделі вертольота «Apachetka», в результаті 26 червня було скомпільовано складання 756 з цією локацією . Після пропозиції Мосейчуком концепції «Зоряної брами» розпочинається розробка презентаційної локації demo, 27 серпня з нею компілюється збірка під номером 788.
У цей час, проєкту дають назву — Oblivion Lost. З 2 по 4 вересня, GSC Game World демонструє проєкт на виставці European Computer Trade Show, після чого з 5 вересня почала публікуватися перша інформація про гру. Деякі видання заявляли про вихід гри як наWindows, так і на ігрову консоль Xbox від Microsoft. Вразившись можливостями графічного рушія, на проєкт звернув увагу Андрій Прохоров, провідний художник Venom. Codename: Outbreak. 24 жовтня компанію покинуло кілька розробників із команди Venom, у зв'язку з чим частина команди, що залишилася, була розформована за різними проєктами компанії. Андрій Прохоров приєднався до розробки Oblivion Lost як художник[ і після ближчого знайомства з проєктом зрозумів, що концепція гри йому не подобається, про це він заявив голові компанії Сергію Григоровичу, але той ніяк не відреагував, і гра продовжила розроблятися далі.

### Офіційний анонс
13 листопада 2001, гра Oblivion Lost була офіційно анонсована, потім у мережі продовжила з'являтися нова інформація про гру від різних видань. Цього місяця до розробки приєднався 3D-художник Руслан Коновальчук.
17 січня 2002 року компанія Руссобіт-М оголосила, що буде видавцем Oblivion Lost і анонсувала поїздку на ігрову виставку Milia. 28 січня GSC Game World підтвердила свою участь на виставці і представила нові скріншоти гри, колірна гама на яких значно відрізнялася від своїх попередників. Розробники почали ґрунтовно готуватися до своєї першої демонстрації безпосередньо гри, а не лише рушія.
3 лютого було зібрано три варіанти складання гри під номером 1098, одну з них вибрали для показу на виставці Milia. У ній демонстрували повноцінне управління, штучний інтелект, зброю, вигляд від першої та третьої особи, порівняно велику та деталізовану одиночну локацію lev5_aztec, технологічну та розмаїту, на той момент, графіку, приблизний ігровий процес, включаючи елементи тактичного керування. 8 лютого розробниками було представлено останні шість скріншотів проєкту. 11 лютого опубліковано три офіційні рендери, що демонструють робота АМП, і дві зброї, а 12 лютого видавець Руссобіт-М поділився знімками екрану з Milia. У лютому Олексій Ситянов, який влаштувався в GSC для роботи над грою Козаки: Знову війна, після спілкування з менеджером проєкту Антоном Большаковим, був перенаправлений у команду розробників Oblivion Lost як сценарист.
18 березня у мережі з'явилося відео вперше демонструючий ігровий процесс. 19 березня до роботи над проєктом приєднався програміст штучного інтелекту Дмитро Ясенєв, який 23 березня написав вбудовану функцію реалізації алгоритму А*, Vertex Path, Level Path та реалізатор алгоритму Дейкстри, що стало початком у роботі зі штучним інтелектом ігрових NPC.
25 березня було записано перший трейлер гри, але наступного дня він потрапив до мережі на файлообмінники. У трейлері було показано нову назву проєкту.

## Зміна концепції
27 березня GSC Game World офіційно підтвердили перейменування з Oblivion Lost на S.T.A.L.K.E.R.: Oblivion Lost і заявили про повну зміну концепції гри. 1 квітня Руссобіт-М показала кілька нових скріншотів та рендерів Oblivion Lost. У цей же день, трейлер гри став доступним на сайті розробника, а 2 квітня на сайті видавця.
|                                     | Попри вдалий анонс, команду мучили невиразні сумніви, що задум «Зоряної Брами» – вторинний. Ми не хотіли йти до успіху екстенсивним шляхом – десятиліттями привертаючи увагу до себе невеликими успіхами. Ми хотіли стати в один ряд із найкращими розробниками вже після першого проєкту. Для цього потрібно було не тільки зробити контент на світовому рівні, потрібна була ІДЕЯ гри, яка заманть геймерів і більше не відпустить їх. Клон Half-Life не мав шансів. Також ми розуміли, що для реалізації ідеї «Зоряної Брами» необхідно створити майже з десяток різних візуально та ідеологічно світів-планет. Це величезний обсяг роботи за концептами та графіком. Це цілком під силу «невеликій» компанії, такій як ЕА, але не нам. |
| — Антон Большаков, керівник проєкту | |

Наприкінці 2001 — напочатку 2002 року художник проєкту FireStarter Денис Волченко вигадав нову концепцію для гри Oblivion Lost на основі фантастичного роману братів Стругацьких «Пікнік на узбіччі» та розповів про неї провідному програмісту Олесю Шишковцову та художнику Андрію Прохорову. Під час одного з обговорень гри 20 лютого, Волченко запропонував цю концепцію, коментуючи це тим, що рушій X-Ray чудово працював би з пригодницькою грою від першої особи з пошуком артефактів у забороненій зоні, а фінал гри він запропонував зробити на основі цитати з роману: «щастя всім даром, і нехай ніхто не піде скривдженим». Більшість команди розробників підтримали запропоновану нову концепцію Дениса Волченка, хоча спочатку глава компанії Сергій Григорович, поставився до неї скептично. Тоді ж Андрій Прохоров та Олесь Шишковцов запропонували змінити сюжет «Пікніка на узбіччі» замінивши прибульців на аварію атомної електростанції, а місце дії перенести до Криму із центром Зони у Казантипі, на території недобудованої Кримської АЕС.
|                                         | Коротше, Крим ідеальний для геймплею. Гори відсічуть непотрібну геометрію, що полегшить програмування і скоротять простір відкритих майданчиків, наповнюючи кадр. Там є багато грабельних місць, я їх знаю з походів. Наприклад, Чорноріченський каньйон, Долина Привидів. Центр подій має бути на Казантипі, оскільки його добре знає молодь. Недобудовану Кримську АЕС можна докладно відзняти та перетворити на другу ЧАЕС. До речі, вона дуже схожа на блок, який у Чорнобилі вибухнув. |
| — Олесь Шишковцов, провідний програміст | |

### Зміна назви і скасування гри
Наприкінці лютого Андрій Прохоров запропонував назвати гру на основі назви роману Стругацьких та фільму «Сталкер», режисера Андрія Тарковського — Stalker: Oblivion Lost, але через можливі проблеми з авторським правом, ним було вигадано «зашифрований варіант» заголовка — S.T.A.L.K.E.R., голові компанії Сергію Григоровичу ця ідея дуже сподобалася і він схвалив її.
8 березня під час чергового обговорення всередині команди та планування поїздки до Криму для збору фотоматеріалів, Сергій Григорович побачивши сюжет про Аварію на Чорнобильській АЕС, що йде по телевізору, запропонував перенести місце дії гри в «справжню Зону», до Чорнобильської зони відчуження. Через морально-етичні аспекти в повному обсязі команди не всі підтримали це рішення, але Григорович наполяг на своєму, навівши в приклад не зовсім успішні продажу Venom і сказав, що: «Чорнобиль — це впізнаваність, бренд, вихід на європейський та американські ринки». Він прийняв особисте рішення скасувати проєкт «кримської концепції» і наказав розробляти концепцію гри, дія якої відбувалася б на території ЧАЕС та міста Прип'ять.
Пізніше, того ж дня Григорович запропонував з'їздити до Чорнобильської зони відчуження для збору матеріалів. Вирушивши особистою машиною, він разом із Андрієм Прохоровим, Сергієм Кармальським і Олексієм Ситяновим були пропущені на контрольно-пропускном пункті біля села Дитятки. Після цього випадку, PR-менеджеру компанії, Олегу Яворському було доручено оформити офіційну перепустку.
27 березня, після скасування Oblivion Lost весь склад розробників почав працювати над грою S.T.A.L.K.E.R., за винятком Олексія Мосейчука, який залишив компанію GSC Game World, через зміну сюжету гри та розбіжності з іншими співробітниками. 29 березня розробники повторно вирушили до Чорнобильської зони відчуження.

### Системні вимоги
| Операційна система | Windows 98 або Windows XP, чи вище                      |
| Процесор           | Intel Pentium III, AMD Athlon 1 Ггц, чи вище            |
| Оперативна Пам'ять | 128 МБ і вище                                           |
| Відеокарта         | Geforce 3 з 64 МБ відеопам'яті                          |
| Звук               | DirectX-сумісна                                         |
| Мережеве з'єднання | Інтернет-з'єднання або LAN для багатокористувацької гри |
| Керування          | Клавіатура й миша                                       |

### Музика
Зважаючи на те, що гру скасували на досить ранньому етапі, роботи над саундтреком не почали. Однак, звукорежисером Дмитром Кузьменком спеціально для гри було написано композицію, яка звучить у першому офіційному трейлері. У техно-демоверсії, показаній для ECTS 2001, під час презентації використовується трек «Rogue Spear Theme Remix» композитора Біллі Брауна. Також у файлах ранніх збірок гри, була пісня «Земля» групи Маша і Ведмідь.

## Відгуки
ECTS 2001
На виставці European Computer Trade Show, що проходила з 2 по 4 вересня 2001 року в Лондоні, GSC показала одну з перших технологічних демонстраційних збірок гри та проєкт вперше представили на загальний огляд.
Milia 2002
З 4 по 8 лютого 2002 року на конференції Milia у Каннах відбулася наступна презентація Oblivion Lost. Гра демонструвалася Сергієм Григоровичем та Олегом Яворським на стенді R34.13, компанії-видавця Руссобіт-М. Вираз «перехід від відкритих просторів до закритих відбувався без додаткових підзавантажень» від багатьох ігрових видань було сприйнято ігровим співтовариством як відкритий світ.
E3 2002
Вже після скасування гри 27 березня, проєкт було показано на ігровій виставці Electronic Entertainment Expo, що відбулася з 22 по 24 травня 2002 року у Лос-Анджелесі. Через те, що компанії не було що виставляти, крім відредагованих знімків екрану, на стенді, для демонстрації графічних можливостей рушія X-Ray, показали офіційний трейлер скасованої Oblivion Lost, проте для представлення ігрового процесу показувалася одна з перших скомпільованих збірок нової гри з концепцією Чорнобильської зони відчуження.